# 分離多元環
数学において分離多元環（ぶんりたげんかん、英: separable algebra）とは半単純多元環の一種であり、体の分離拡大を結合多元環へ一般化した概念である。

## 定義と性質
K を体とする。K 上の結合多元環 A が分離的であるとは、すべての拡大体 L/K に対して多元環 A⊗KL が半単純であることをいう。
分離多元環の分類定理がある：分離多元環は有限次元可除環であって、その中心が K の有限次元分離拡大であるものの全行列多元環の有限積に同型である。とくに分離多元環は有限次元である。もし K が完全体——たとえば標数0、有限体、あるいは代数的閉体——ならば K のすべての拡大は分離的である。その結果、K が完全体ならば、分離多元環は有限次元可除環の全行列多元環の有限積に同型である。
つまり、K が完全体ならば、分離多元環と有限次元半単純多元環に違いはない（ウェダーバーンの定理も参照）。
分離多元環にはいくつかの同値な特徴づけがある。第一に、多元環 A が分離的である必要十分条件はその包絡多元環 Ae = A ⊗K Aop の元
p = ∑n
i=1 xi ⊗ yi
が存在して、
∑n
i=1 xi yi = 1A と ap = pa (∀ a ∈ A)
を満たすことである。そのような元 p は p2 = p を満たすので分離べき等元(英: separability idempotent)と呼ばれる。
第二に、多元環 A が分離的である必要十分条件は通常の方法で左 Ae 加群と見たとき射影的であることである。
第三に、多元環 A が分離的である必要十分条件は通常の（しかしあまり標準的ではない）方法で右 Ae 加群と見たとき平坦であることである。詳細は Aguiar (2000) を参照。
分離多元環が強分離的(英: strongly separable)であるとは、「対称な」分離べき等元
e = ∑n
i=1 xi ⊗ yi = ∑n
i=1 yi ⊗ xi
が存在するこという。多元環が強分離的である必要十分条件はそのtrace formが非退化であることであり、したがって多元環はフロベニウス多元環の一種になる。

## 可換分離多元環
体の拡大 L/K において、L が K 上の結合多元環として分離的である必要十分条件は、体 K の拡大として分離的であることである。L/K が原始元 a を持ち、その最小多項式を L 上で p(x) = (x − a) ∑n−1
i=0 bi xi と書けば、その分離べき等元は ∑n−1
i=0 ai ⊗ bi/p′(a) で与えられる。このテンソル積の因子は跡写像に対する双対基底である。すなわち、σ1, …, σn を L から K の代数閉包の中への相異なる K-単準同型の全体とすれば、L から K の中への跡写像 Tr は Tr(x) ≔ ∑n
i=1 σi(x) で定義される。この跡写像とその双対基底は、L を陽に K 上のフロベニウス多元環にする。

## 具体例
K を体、G を有限群でその位数 |G| が K において可逆とする。このとき群環 K[G] は分離的 K 多元環である。その分離べき等元は
1/|G|∑
g ∈ G g ⊗ g−1
で与えられる。（マシュケの定理も参照。）

## 非可換環に対する分離拡大
R を単位元 1 を持つ結合環、S を R の 1 を含む部分環とする。このとき R-両側加群は制限によって S-両側加群となることに注意せよ（また以下の議論に関する用語等は加群論およびホモロジー代数などの項を参照）。環 S 上の環拡大 R が分離拡大であるとは、R-両側加群の任意の短完全列が (R, S)-両側加群として分解 (split) するならば R-両側加群としても分解するときにいう。例えば、m(∑
i ri ⊗S ti) = ∑
i ri⋅ti から定まる乗法写像 m: R ⊗S R → R は R-両側加群準同型で、(R, S)-両側加群の全準同型となる（その右逆準同型 R → R ⊗S R は r ↦ r ⊗ 1 で与えられる）。R が S 上分離的な拡大環ならば、その乗法写像 m は R-両側加群全準同型として分解し、したがって m の右逆準同型 s が存在して、s(1) ≔ e, re = er (∀r ∈ R, m(e) = 1 を満足する。逆に、そのような元（これをテンソル平方における分離元と呼ぶ）が存在すれば、それをうまく用いて（マシュケのように、その成分を分離写像の内外に適用し）R が S の分離拡大であることを示せる。
あるいは同じことだが、(R, S) の任意の係数両側加群 M における相対ホッホシルト・コホモロジー群 Hn(R, S; M) は、任意の n > 0 に対して零である。分離拡大の例には、R を分離多元環、S を 1 × k (k は係数体) となる、一次的な分離多元環を多く含む。より興味深いことに、ab = 1 だが ba ≠ 1 となる元 a, b を持つ任意の環 R は {1} ∪ bRa で生成される部分環 S 上分離的である。
この分野における、意義深い定理として J. Cuadra は「分離ホップ-ガロワ拡大 R/S は自然な有限生成 S 加群 R を持つ」ことを述べる。分離拡大 R/S に関する基本的な事実として、それが左または右半単純拡大となることが挙げられる: つまり、左または右 R-加群からなる短完全列で S-加群として分解するものは R 加群として分解する（ゲルハルト・ホッホシルト の相対ホモロジー代数の言葉で言えば、任意の R-加群が相対 (R, S)-射影的と言い表せる）。ふつうは、部分環や（分離拡大の概念ような）環拡大の相対性質は、上にある環が部分環と性質を共有することを述べる定理の取り上げる役に立つ。例えば、半単純多元環 S の分離拡大多元環 R は R-半単純性を持つ（これは先の議論から従う）。
有名な Jans の定理「標数 p > 0 の体上の有限群環 A が有限表現型となるための必要十分条件は、そのシロー p-群が巡回群となることである」がある。この最も明瞭な証明は、この事実が p-群に対するものであることに留意して、それからこの群環がその指数が標数と互いに素なシロー p-部分群の群環 B の分離拡大であることに着目するものである。上記の分離性条件は任意の有限生成 A-加群 M が、その制限・誘導加群の適当な直和因子に同型となることを導く。しかし B が有限表現型を持つならば、制限加群は一意的に有限個の直既約加群の定数倍の直和となり、それが M が直和となる有限個の直既約加群成分を誘導する。したがって、A が有限表現型となるのは B がそうであるときに限る。逆は、任意の部分群環 B が群環 A の B-両側直和因子加群となることに注意して同様に示される。